# Вот VE-7
Вот VE-7 (енгл. Vought VE-7) је једноседи ловац и авион за обуку направљен у САД. Авион је први пут полетео 1918. године. 

Највећа брзина у хоризонталном лету је износила 188 km/h. Размах крила је био 10,40 метара а дужина 7,36 метара. Маса празног авиона је износила 683 килограма а нормална полетна маса 953 килограма. Био је наоружан са два митраљеза Викерс 7,7 мм или два Браунинг 7,62 мм.

## Наоружање
| Наоружање авиона: Вот          |                       |
| Ватрено (стрељачко) наоружање  |                       |
| Топ                            |                       |
| Митраљез                       |                       |
| Број и ознака митраљеза        | 2 Викерс или Браунинг |
| Калибар                        | 7,7 или 7,62          |
| Бомбардерско наоружање (бомбе) |                       |
| Ракетно наоружање (ракете)     |                       |

## Галерија
- Авион Вот VE-7F, фотографија из 1922. године.
- Авион Вот VE-7.
- Авиони Вот VE-7 у лету.